# Sin novedad en el frente (novela)
Sin novedad en el frente (Im Westen nichts Neues en el original alemán) es una novela de Erich Maria Remarque que muestra los horrores de la guerra desde el punto de vista de un joven soldado. La obra suele categorizarse como de literatura antibelicista, aunque el mismo Remarque la calificó de apolítica.
El libro se publicó por primera vez en Alemania en noviembre y diciembre de 1928 por el periódico Propyläen Verlag y como novela en enero de 1929. En este mismo año se tradujo ya a veintiséis idiomas. Hasta hoy han aparecido ediciones en más de cincuenta idiomas, y las ventas estimadas superan en todo el mundo los veinte millones.

## Temas centrales
Los temas del libro son los horrores y las pérdidas de la guerra, las dudas sobre el sentido de la misma, la camaradería entre los soldados, la pérdida de la juventud, el paso a la madurez y el trauma inimaginable que les supone combatir en ella y el que les supondrá rehacer sus vidas tras el conflicto.

## Argumento
Paul Bäumer pertenece a un grupo de soldados alemanes en el frente oeste de la Primera Guerra Mundial. Paul y sus compañeros Tjaden, Müller, Albert Kropp, Katczinsky son jóvenes entre 19 y 20 años, todos han salido de la misma clase para ir a la guerra. Todos son voluntarios en esta guerra y han empezado a cuestionar la sabiduría de los profesores que los animaron a alistarse. Al principio de la novela, Paul describe cómo pasaban sus días y parece que no les hacía falta nada. Comían bien, les daban tabaco, recibían sus correos y también el periódico, solo se quejaban de que no podían dormir bien y que echaban de menos un buen sueño. 
Un amigo de Paul, el cabo Kemmerich, es herido y trasladado a un hospital militar, donde Paul lo visita todos los días. Un día, los amigos de Kemmerich lo visitan y se encuentran con un hombre totalmente diferente, con un amigo cuyo aspecto era horrible, con una cara pálida y amarilla, un hombre sin vida. Entendieron que Kemmrich nunca será el mismo joven, después de aquel enfrentamiento y sobre todo después de que le amputaran la pierna. Paul visita a su amigo Kemmerich otra vez en el hospital y lo ve morir.
Bajo el mando de su rudo superior, el suboficial Himmelstoss, aprenden ya en la formación básica que todos los valores inculcados hasta entonces en la escuela pierden su validez.
Les llevan al frente occidental, donde un grupo de soldados veteranos dirigidos por el curtido Stanislaus Katczinsky les instruyen sobre los peligros del frente. Entre Katczinsky y Bäumer se crea una especie de relación padre e hijo. Paul aprende a sobrevivir, a distinguir los diferentes proyectiles solo por el sonido, también a encontrar algo de comer en las más adversas circunstancias, para enfrentarse al enemigo real - la muerte.
Mientras se preparan para una ofensiva del enemigo, hay una plaga de ratas, a las cuales matan de forma creativa. Luego son bombardeados durante la noche, lo que hace que los soldados más jóvenes se vuelvan locos. Después hay otro ataque del enemigo.
En el terror y la violencia, Paul se da cuenta de que él y los otros soldados se han convertido en bestias salvajes sin ningún sentimiento. En el curso de otro ataque, Paul y sus amigos consiguen llegar a las líneas enemigas, saqueando todo lo que pueden y vuelven a la retaguardia.
A Paul le dan dos semanas de descanso y regresa a casa para ver a su madre, quien tiene cáncer, y a su padre, quien quiere saber todo sobre las batallas. Paul se siente fuera de lugar y se da cuenta de que alguien que no ha estado en el frente no puede comprender lo que es vivir allí. Después visita a la madre de Kemmerich y le miente para convencerla de que su hijo murió instantáneamente. Visita también a su profesor, Kantorek, el hombre que le convenció a él y sus amigos a alistarse. Al volver al frente, Paul se arrepiente de haber ido a casa.
En un ataque es herido por metralla y pasa unas cuantas semanas en el hospital de campaña. En los meses siguientes, de vuelta en el frente, se va desintegrando su grupo. Salvo su buen amigo Tjaden, van muriendo los soldados uno tras otro por los ataques de gas, las granadas, los disparos de ametralladora o en la lucha cuerpo a cuerpo. Hasta que finalmente él también, justo antes de acabarse la guerra, es herido de muerte "en un día tan tranquilo y calmado, que el informe del ejército se limitó a la frase: sin novedad en el frente".